# Dancing Lasha Tumbai
«Dancing Lasha Tumbai» — песня Верки Сердючки, занявшая второе место на конкурсе песни «Евровидение-2007» от Украины с 235 баллами. При голосовании пять стран поставили «Dancing» высшую оценку в 12 очков. От российских телезрителей песня получила 8 баллов.
Песня, изначально озаглавленная «Danzing» и написанная на смеси украинского, английского и немецкого, успешно прошла национальный отбор, выиграв зрительское голосование. Однако в дальнейшем на Украине ряд политиков и общественных организаций высказывали протест против выдвижения песни Сердючки от Украины на конкурс. В частности, депутат Тарас Черновол назвал выступление Данилко «позором Украины».

## Спор вокруг текста
В тексте песни присутствовали слова, которые (уже по окончании конкурса) были интерпретированы рядом российских федеральных СМИ как созвучные «I want you see — Russia goodbye!». Андрей Данилко официально опроверг присутствие таких слов в песне и опубликовал официальный текст, в котором фраза звучала как «Lasha Tumbai». Эти странные слова, включённые позднее в название песни, по утверждению автора, являются монгольскими и означают «Взбитые сливки»:

Я позаимствовал это слово у Цоя, у него была песня, в которой пелось «Бошетунмай». И когда я писал свою песню, мне вздумалось туда вставить оборот I want to see, а вторую часть придумать не мог, вот и всплыло в памяти цоевское «Бошетунмай». Только, чтобы звучнее было, преобразовал в «Лаша тумбай». Мне сказали, что на монгольском диалекте это означает «Взбивай масло». 

Честно сказать, я вообще в тонкости не вникал — монгольское слово, не монгольское… «Май» — это масло, кажется. А остальное меня не волнует. Это абракадабра! У неё, по сути, нет смысла. А то, что это созвучие подтянули за уши под «Раша, гудбай» — так это просто эффект незнакомого слова.

В более поздних интервью он называл произошедшее с ним после Евровидения «травлей»; в качестве причины он указывал на конфликт интересов между ним и Первым каналом, а также собственную «наивность». Заказчиками травли артист называл Константина Эрнста и Максима Фадеева.
Несмотря на это, в дальнейшем Данилко в образе Верки Сердючки участвовал в некоторых российских телешоу, играл в новогодних мюзиклах, выходивших на телеканале «Россия-1». В 2011 году он удостоился премии «Золотой граммофон» за песню «Дольче Габбана», был одним из ведущих музыкальной программы «Субботний вечер» в 2012 году.
В интервью Дмитрию Гордону 9 марта 2022 года заявил, что после нападения России на Украину слова в этой песне звучат как «Dancing Russia Goodbye».

## Чарты
| Чарт (2007)                                 | Пиковая позиция |
| ------------------------------------------- | --------------- |
| Австрия (Ö3 Austria Top 40)                 | 49              |
| Бельгия/Фландрия (Ultratip Bubbling Under)  | 14              |
| СНГ (TopHit Airplay)                        | 110             |
| Европа (Billboard European Hot 100 Singles) | 22              |
| Финляндия (Suomen virallinen lista)         | 2               |
| Франция (SNEP)                              | 6               |
| Германия (GfK)                              | 74              |
| Ирландия (IRMA)                             | 31              |
| Швеция (Sverigetopplistan)                  | 6               |
| Швейцария (Schweizer Hitparade)             | 53              |
| Украина (FDR)                               | 13              |
| Великобритания (OCC UK Singles)             | 28              |

## Кавер-версии
- Украинская группа GO_A в рамках Eurovision Home Concert (2020)[18].

## В культуре
- Фильм «Шпион»
- Телесериал «Убивая Еву»